# Sandonie
Ne doit pas être confondu avec Sandön, Sandon ou Sandoná.
La Sandonie est un ruisseau français du département de la Dordogne, affluent de l’Euche et sous-affluent de la Dordogne par la Dronne et l'Isle.

## Géographie
La Sandonie prend sa source à 175 mètres d'altitude au nord-ouest de la commune de Léguillac-de-Cercles, à environ un kilomètre et demi à l'ouest-nord-ouest du bourg, près du lieu-dit Jovelle.
Son cours prend d'abord la direction du sud-est. Elle contourne le bourg de Léguillac-de-Cercles au sud-ouest puis continue vers le sud.
Elle rejoint l'Euche à 96 mètres d'altitude en rive gauche, en limite des communes de Saint-Just et Paussac-et-Saint-Vivien, 500 mètres au nord-ouest de Saint-Vivien, au Moulin de l'Étang.
Sa longueur est de 9,8 km.

### Affluents
Selon le Sandre, la Sandonie ne comporte aucun affluent répertorié.

### Communes et cantons traversés
À l'intérieur du département de la Dordogne, la Sandonie arrose trois communes réparties sur deux cantons :
- Canton de Mareuil
  - Léguillac-de-Cercles (source)
- Canton de Montagrier
  - Saint-Just (confluence)
  - Paussac-et-Saint-Vivien (confluence)

## Écologie
Le vallon de la Sandonie fait partie du Réseau Natura 2000 car c’est un important site d’hivernage ou de reproduction pour plusieurs espèces de chauves-souris :
- le Grand Murin (Myotis myotis), reproduction,
- le Grand Rhinolophe (Rhinolophus ferrumequinum), hivernage,
- le Minioptère de Schreibers (Miniopterus schreibersi), reproduction,
- le Petit Rhinolophe (Rhinolophus hipposideros), hivernage,
- le Rhinolophe Euryale (Rhinolophus euryale), hivernage,
- le Vespertilion à oreilles échancrées (Myotis emarginatus), hivernage.

## Monuments ou sites remarquables à proximité

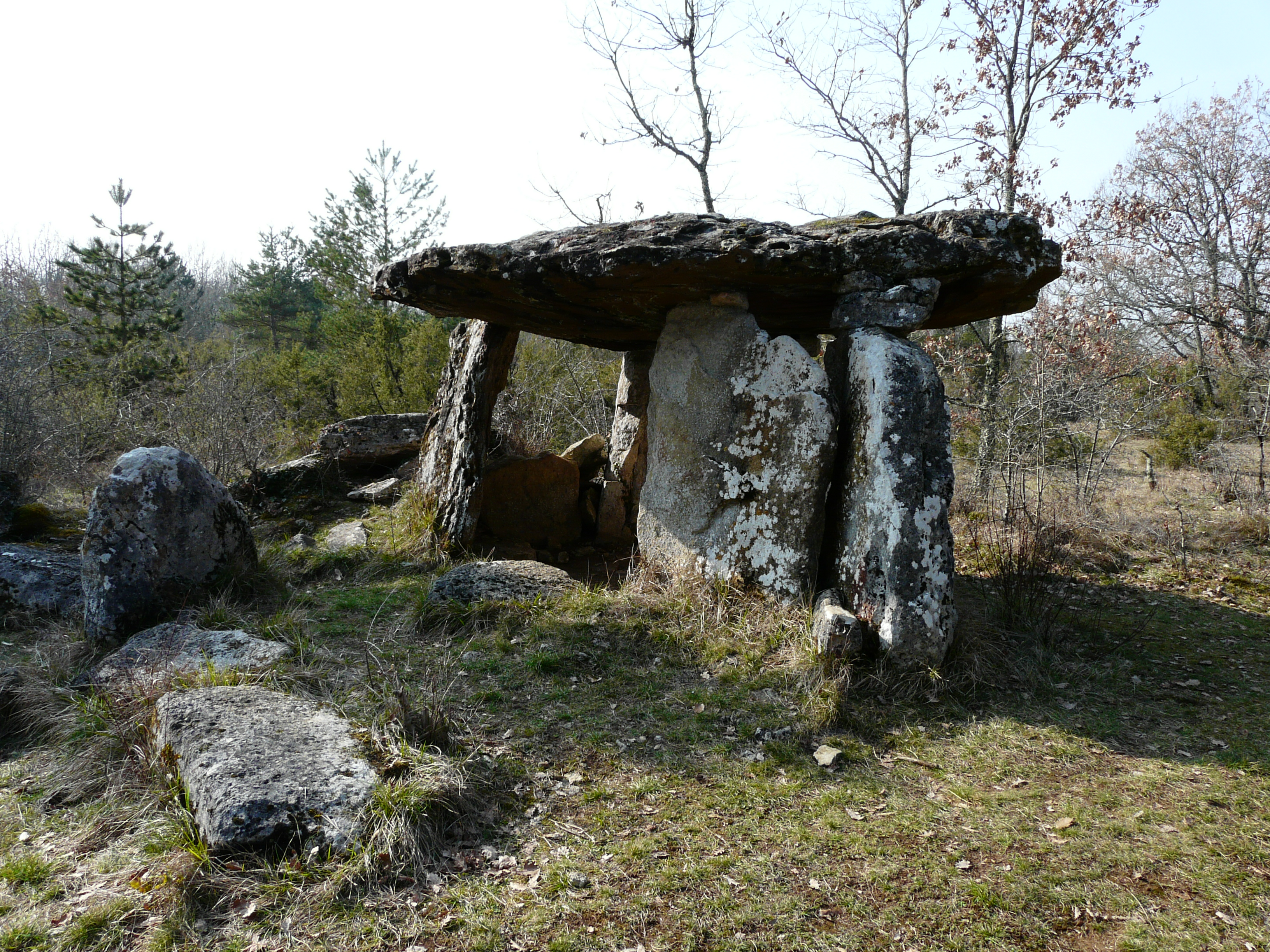
Le dolmen de Peyrelevade.

- À Léguillac-de-Cercles, l'église Saint-Maurice fortifiée au XVe siècle[3].
- À Paussac-et-Saint-Vivien :
  - les sites d'escalade du Vieux Breuil[4] ;
  - le dolmen de Peyrelevade[5]
  - la Peyre d'Ermale (ou Peyre Dermale), monolithe faussement considéré comme un dolmen[6],[7],[8].

Le sentier de grande randonnée GR 36 franchit la Sandonie à Léguillac-de-Cercles.

## Galerie de photos

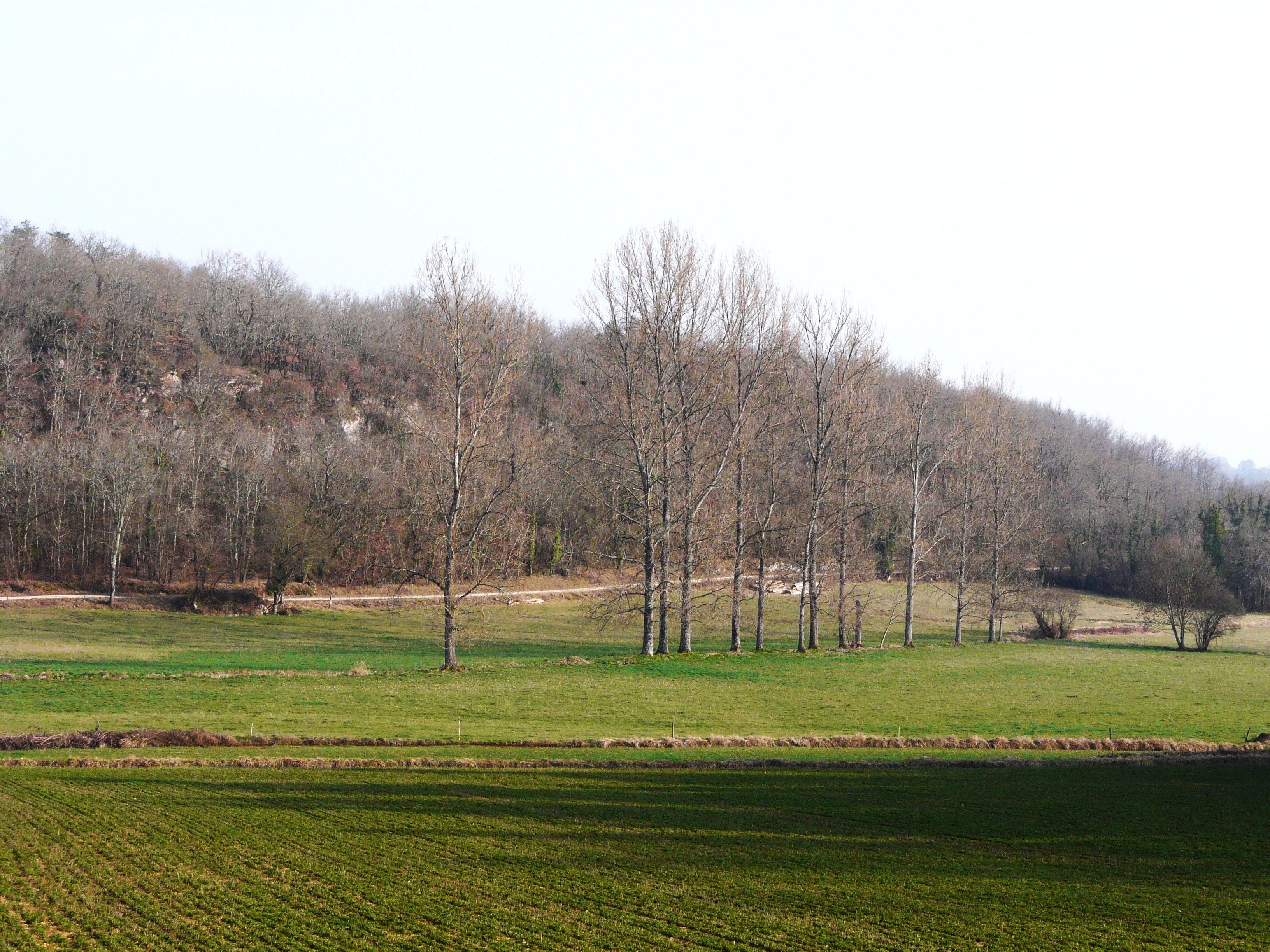
Le vallon de la Sandonie à Paussac-et-Saint-Vivien.
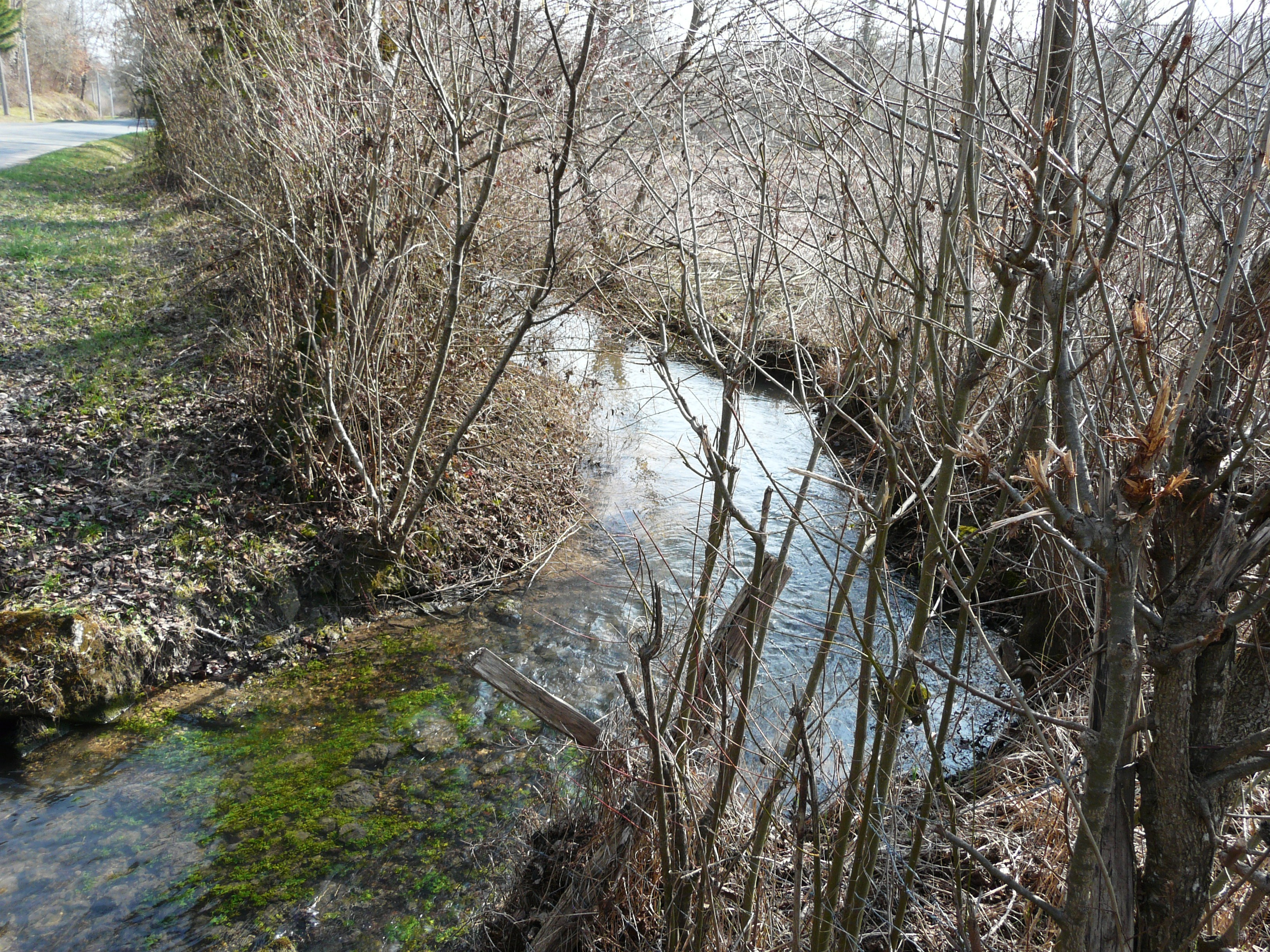
Près du Moulin de l'Étang, la Sandonie sert de limite entre Paussac-et-Saint-Vivien et Saint-Just.